# Pierre Dunoyer de Segonzac
Pour les articles homonymes, voir Dunoyer.
Pierre Dominique Dunoyer de Segonzac (Toulon, 10 mars 1906 - Paris, 13 mars 1968), est un résistant et général de brigade français.

## Biographie
Pierre Dominique Dunoyer de Segonzac naît le 10 mars 1906 à Toulon. Il est le fils de Charles Dunoyer de Segonzac, officier de marine, et d'Adèle Desvaux. Son enfance se déroule dans les différentes bases maritimes dans lesquelles est affecté son père : principalement Toulon et Lorient. Enfant, pendant la guerre de 1914-1918, il passe quelques années à Saint-Léonard-de-Noblat, dans le Limousin, où sa mère s'est installée, tandis que son père sert en Atlantique puis en Méditerranée et enfin en mer Noire.

### Préparer la guerre
Après une année de préparation à Sainte-Geneviève, il intègre l'École de Saint-Cyr à dix-sept ans. Il y passera deux ans et sortira sous-lieutenant à l’École de cavalerie de Saumur. 
Sorti Lieutenant, il rejoint le 1er régiment de hussards stationné à Lure dans la Haute-Saône. 
Au début de la guerre de 1939-1945, à la tête de son escadron de chars du 4e régiment de cuirassiers, il combat près du Quesnoy un régiment de panzers appuyé par un régiment de fusiliers, et se bat jusqu'à l’armistice. Il devient ensuite le directeur de l'École nationale des cadres d'Uriage, qu'il crée aussitôt après la défaite de 1940 avec l'appui du secrétariat à la Jeunesse du régime de Vichy. Résistant aux multiples pressions exercées par le régime, Dunoyer de Segonzac ménage à son école une grande autonomie qui lui permet d'en faire un lieu de réflexion, vivier de la Résistance. La confiance du maréchal Pétain est toutefois grande envers le directeur d'Uriage.
À la fermeture de l'école par le gouvernement Laval à la fin de 1942, il entre dans la clandestinité et son équipe essaime dans de nombreux maquis (le Vercors, la région parisienne, la Bretagne, le Nord…). Au début du mois de février 1943, il entre en contact avec le capitaine Pommiès alors qu'il se trouve à Toulouse pour l'élaboration d'un service de renseignement et de contre-espionnage. 
Début 1944, il se rend à Alger, rencontre Giraud et de Gaulle, expose la situation réelle de la France. Bien que très mal reçu par le général, il met en garde et conclut : « Les Américains constituent un véritable danger pour la France. C'est un danger bien différent de celui dont nous menace l'Allemagne ou dont pourraient éventuellement nous menacer les Russes. Il est d'ordre économique et d'ordre moral. Les Américains peuvent nous empêcher de faire une révolution nécessaire et leur matérialisme n'a pas la grandeur tragique du matérialisme des totalitaires. S'ils conservent un véritable culte pour l'idée de liberté, ils n'éprouvent pas un instant le besoin de se libérer d'un capitalisme plus important chez eux qu’ailleurs. Il semble que l'abus du bien-être ait diminué chez eux la puissance vitale de façon inquiétante. Ils sont hostiles au général de Gaulle, ne verraient pas d'un mauvais œil une paix de compromis et pensent que le radicalisme doit prendre en main les destinées de la France de demain. (…) » « Le général De Gaulle doit être le chef de la France de demain. Il le mérite (…). Il est nécessaire d'observer de très près, avec la plus légitime méfiance, les agissements des Américains vis-à-vis de notre pays. »
Par la suite, il prend lui-même le commandement des Forces françaises de l'intérieur (FFI) de la zone A du Tarn avec lesquelles il participe à la libération de Castres. Constituant ses troupes en régiment (le 12e dragons), il prend Autun, entre le premier dans Nevers pour y faire jonction avec la 1re armée du général de Lattre de Tassigny. Il entre en Allemagne après de très durs combats dans les Vosges, occupe avec son régiment les bords du lac de Constance, à Weierhof. Après la capitulation allemande, il est affecté à l’état-major du général Juin, résident au Maroc, à Rabat. 
Il est affecté en 1950 en Allemagne occupée, d’abord à Trèves puis à Wittlich où il commande un groupement blindé. En 1954, il est affecté à Baden-Baden. Il est directeur de cabinet du général Noiret qui commande les Forces françaises en Allemagne. En 1956, il est nommé à Chambéry pour prendre le commandement de la subdivision de Savoie. En 1959, il part en Algérie comme général commandant l’arme blindée dans l’Oranais et l'année suivante, prend le commandement du Service de formation des jeunes en Algérie (SFJA) rattaché directement au délégué général en Algérie, Paul Delouvrier. 
De retour en France en 1961, il prend en charge le service social des armées.

## Publications
- Pierre Dunoyer de Segonzac, Réflexions pour de jeunes chefs, Uriage Isère, École nationale des cadres, 1941, 34 p. (présentation en ligne)
- Pierre Dunoyer de Segonzac, Le Vieux Chef : mémoires et pages choisies, Paris, Éditions du Seuil, 1971, 251 p. (présentation en ligne)

## Décorations
- Commandeur de la Légion d'honneur (1956)
- Croix de guerre 1939–1945
- Médaille de la Résistance française par décret du 24 avril 1946[5]
- Médaille des évadés